# Републикански път III-606
Републикански път IIІ-606 е третокласен път, част от Републиканската пътна мрежа на България, преминаващ по територията на Софийска, Пазарджишка и Пловдивска област. Дължината му е 89,2 км.
Пътят се отклонява надясно при 222,7 км на Републикански път I-6 на 8 км източно от село Антон и се насочва на юг през най-източната, висока част на Златишко-Пирдопската котловина. След разклона за гара Копривщица пътят се изкачва по левия, западен бряг на река Тополница и достига до град Копривщица. След като пресече от север на юг малката Копривщенска котловина преодолява Същинска Средна гора, навлиза в Пазарджишка област и слиза в Стрелчанската котловина при град Стрелча. Тук пътят завива на изток като се движи по южното подножие на Същинска Средна гора, навлиза в Пловдивска област, минава през селата Кръстевич, Красново и Беловица, заобикаля от запад язовир „Пясъчник“ и навлиза в Горнотракийската низина. От север на юг последователно преминава през селата Любен, Неделево, Голям чардак, Малък чардак и Строево и южно от село Труд се съединява с Републикански път II-64 при неговия 47,6 км.
От Републикански път IIІ-606 вляво и вдясно се отклоняват два третокласни пътя от Републиканската пътна мрежа с четирицифрени номера:
- при 48,1 км, в южната част на село Красново — наляво Републикански път III-6061 (21,7 км) през селата Старосел, Паничери и Старо Железаре до 16,4 км на Републикански път III-642 при село Черничево;
- при 65,8 км, в село Любен — надясно Републикански път III-6062 (23,1 км) през село Правище и град Съединение до село Пищигово при 7,9 км на Републикански път III-8003.

| Пътища, отклоняващи се надясно (населено място, № на пътя, посока на пътя) | Км   | Пътища, отклоняващи се наляво (посока на пътя, № на пътя, населено място) |
| -------------------------------------------------------------------------- | ---- | ------------------------------------------------------------------------- |
| Община Антон, Софийска област, I-6, 222,7 км →                             | 0,0  | → 222,7 км, I-6, Софийска област, Община Антон                            |
| Община Копривщица, (за гара Копривщица) общински път ←                     | 3,6  | Община Копривщица                                                         |
| гр. Копривщица                                                             | 16,1 | гр. Копривщица                                                            |
| Община Стрелча, Област Пазарджик                                           | 26,4 | Област Пазарджик, Община Стрелча                                          |
| (от с. Вакарел) III-801, 63,3 км, гр. Стрелча →                            | 32,8 | гр. Стрелча                                                               |
| (от 199,3 км на I-8) III-8003, 37,2 км →                                   | 36,3 |                                                                           |
| Община Хисаря, Област Пловдив                                              | 39,2 | Област Пловдив, Община Хисаря                                             |
| с. Кръстевич                                                               | 43,2 | с. Кръстевич                                                              |
| с. Красново                                                                | 48,1 | → с. Красново, 0 км, III-6061 (до 16,4 км на III-642)                     |
| с. Беловица                                                                | 55,7 | с. Беловица                                                               |
| (за с. Мало Крушево) общински път ←                                        | 58,4 |                                                                           |
| Община Съединение                                                          | 62,8 | Община Съединение                                                         |
| (до с. Пищигово) III-6062, 0 км, с. Любен ←                                | 65,8 | с. Любен                                                                  |
| с. Неделево                                                                | 69,7 | → с. Неделево, общински път (за с. Церетелево)                            |
| (за гр. Съединение) общински път, с. Голям чардак ←                        | 73,7 | с. Голям чардак                                                           |
| с. Малък чардак                                                            | 77   | с. Малък чардак                                                           |
| Община Марица                                                              | 80,2 | Община Марица                                                             |
| с. Строево                                                                 | 84,6 | → с. Строево, общински път (за с. Труд)                                   |
| (до гр. Пловдив) II-64, 47.6 км ←                                          | 89,2 | ← 47,6 км, II-64 (от гр. Карлово)                                         |